# Квазивиды
Квазивиды (англ. quasispecies, [лат. quasi — как будто, будто бы]) — полиморфные популяции вирусов; набор нескольких линий, генетически взаимодействующих и поддерживающих друг друга. Например, отличительной особенностью некоторых вирусов (вируса гепатита С, вируса иммунодефицита человека) является их значительная изменчивость с образованием множества одновременно существующих, иммунологически различающихся антигенных вариантов. Популяции таких вирусов являются квазивидами.
В последнее время этот термин используют для обозначения генетически близкородственных вариантов одного и того же изолята, возникающих в результате мутаций в ходе репликации вируса в организме-хозяине.